# Гросхансдорф
Гросхансдорф (нем. Großhansdorf) — община в Германии, в земле Шлезвиг-Гольштейн.
Входит в состав района Штормарн. Население составляет 9148 человек (на 31 декабря 2010 года). Занимает площадь 11,2 км².

## Фотографии

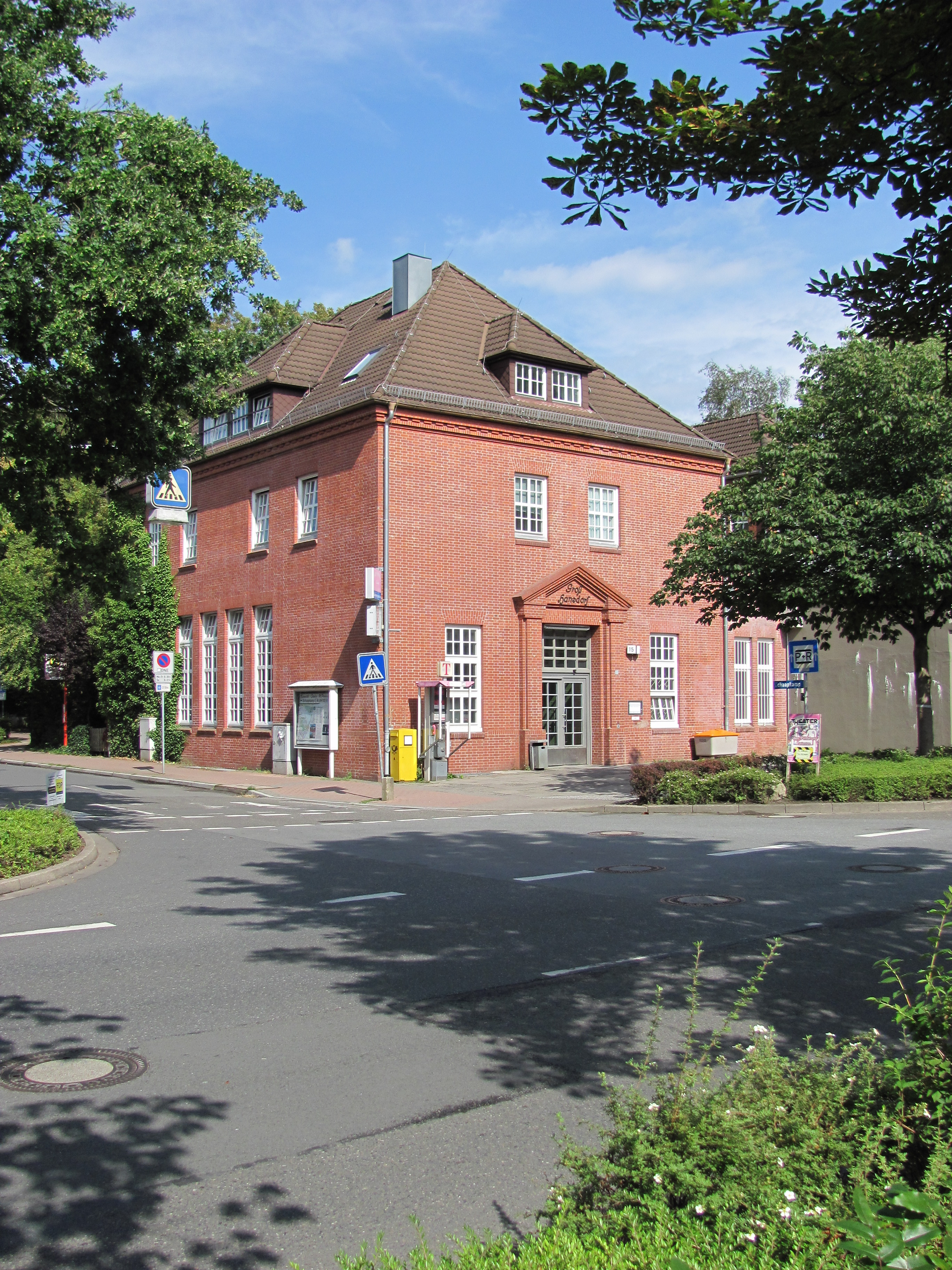
Вокзал метро „Гросхансдорф“ (Гамбургский метрополитен)
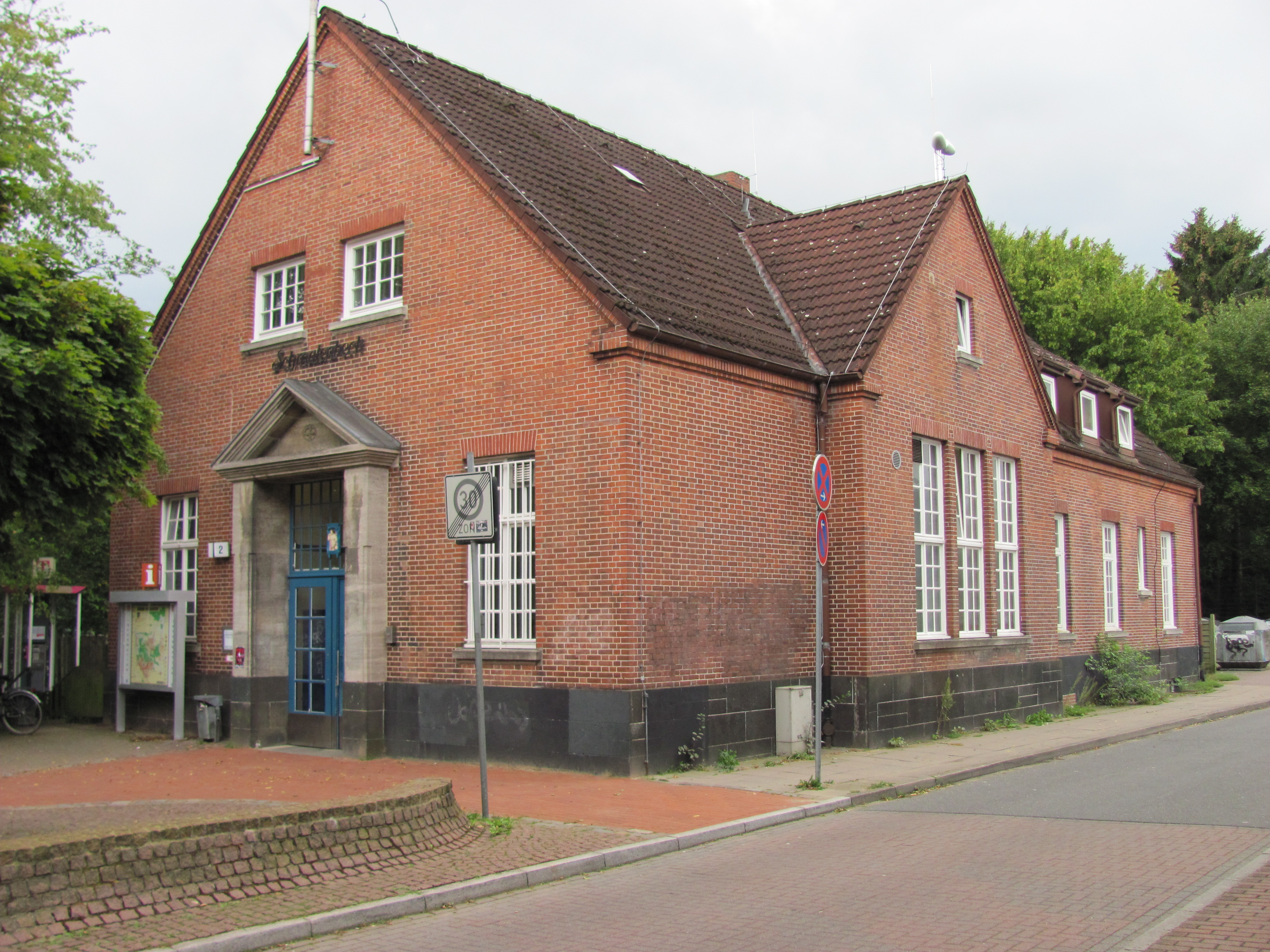
Вокзал метро „Шмаленбек“ (Гамбургский метрополитен)
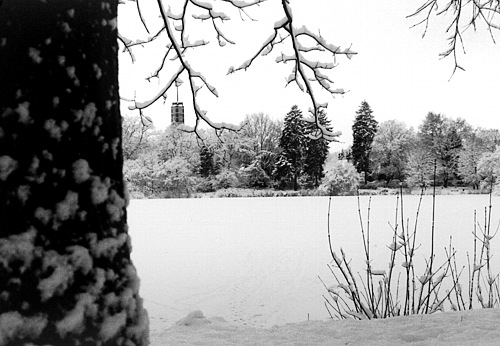
Церковь